# Craigmore
Craigmore é uma vila da província de Manicaland, no Zimbabwe localizada à 30 km ao sudeste de Chipinge.